# Anchoviella brevirostris
Anchoviella brevirostris är en fiskart som först beskrevs av Günther, 1868.  Anchoviella brevirostris ingår i släktet Anchoviella och familjen Engraulidae. IUCN kategoriserar arten globalt som livskraftig. Inga underarter finns listade i Catalogue of Life.